# کاروانسرای کوهاب نطنز
کاروانسرای کوهاب یا رباط کوهاب یا کاروانسرای نطنز یا قلعه کوهاب کاروان‌سرا یا رباطی مربوط به دوره صفوی است و در نطنز، بلوار شهید بهشتی واقع شده و این اثر در تاریخ ۲۰ دی ۱۳۵۵ با شمارهٔ ثبت ۱۴۸۹ به‌عنوان یکی از آثار ملی ایران به ثبت رسیده است.
این کاروانسرای چهار ایوانی، دارای جلوخان و سردری با کتیبه سنگی به خط ثلث است که قسمتی از آن تخریب شده‌است. این بنا از آجر، سنگ لاشه و ملات گچ نیم کوب ساخته شده‌است. کاروان‌سرای کوهاب در زمان شاه عباس اول توسط میرابوالمعالی برزرودی یکی از امرای مقرب و مجلس‌نویس شاه ساخته شد.